# التحالف من أجل السلام والديمقراطية (ليبيريا)
التحالف من أجل السلام والديمقراطية كان ائتلافًا من حزبين سياسيين ليبيريين، حزب الشعب الليبيري وحزب الشعب المتحد ، الذي خاض في انتخابات 11 أكتوبر 2005م.
وفازت مرشحة التحالف توجبا ناه تيبوتيه بنسبة 2.3٪ من الأصوات في الانتخابات الرئاسية. وفاز الائتلاف بخمسة مقاعد في مجلس الشيوخ وثلاثة في مجلس النواب.
خاض الحزبان حملتهما كجزء من الائتلاف الوطني الديمقراطي في انتخابات 2011م الرئاسية والتشريعية.